# Nikon F
Lancé en avril 1959 par l'entreprise japonaise Nippon Kogaku K.K. (ce qui peut se traduire par Optique Japonaise S.A.), connue aussi sous le nom de sa marque principale Nikon, le boîtier Nikon F introduisit le concept de système d'appareil photographique reflex mono-objectif (SLR) au format 35 mm.
Avec ce boîtier, Nikon commercialisa une large gamme d'accessoires pouvant y être connectés et le complétant.

## Description
Le Nikon F est un appareil totalement mécanique : il ne nécessite donc pas de batterie pour fonctionner. Il reprend les boutons de commande du Nikon SP, un boîtier à télémètre couplé sorti en 1957 (année où le développement du Nikon F a été lancé). Le Nikon F a été annoncé en mars 1959 et la production a duré jusqu'en mars 1972. Il a été fabriqué à 850 000 exemplaires.
- Par rapport aux boîtiers à télémètres, les principaux changements sont dus au miroir à retour rapide ainsi qu'au prisme qui redresse l'image apparaissant sur le dépoli. Les appareils allemands de l'époque avaient bien un miroir qui se relevait pour prendre la photo, mais le miroir ne s'abaissait à nouveau que lorsqu'on actionnait le levier d'avancement du film[2]. Avec le retour rapide du miroir, le photographe pouvait continuer de suivre la scène et déclencher lorsqu'il le souhaitait. Le diaphragme automatique (qui se fermait uniquement pendant l'exposition) était une nouveauté. Sur les appareils reflex de l'époque, il fallait ouvrir le diaphragme pour faire la mise au point, puis le refermer à la valeur désirée, ce qui rendait la visée plutôt sombre, et enfin déclencher. Le Nikon F n'avait pas ce défaut avec les objectifs Nikkor Auto et l'image restait claire dans le viseur. Un bouton à gauche de l'objectif permettait de fermer ce diaphragme pour avoir une vision de la profondeur de champ. Relâcher ce bouton ramenait automatiquement et instantanément le diaphragme à la pleine ouverture. Cette fonction existe toujours sur les appareils actuels.
- Si, en 1959, le Nikon F n'était présenté qu'avec un 50 mm f/2 et trois autres objectifs Nikkor Auto (35 mm/2.8, 105 mm/2.5 et 135 mm/3.5), en 1963, la gamme d'accessoires et d'objectifs (du « fish-eye » au téléobjectif de 1 200 mm) était impressionnante[3].

- L'objectif était équipé d'une monture F qui est toujours utilisée aujourd'hui malgré quelques modifications apparues dans les années 1980, qui concernent principalement le couplage (pour le dialogue électronique entre le boîtier et l'objectif) et la motorisation (certains boîtiers comportent un moteur de mise au point agissant sur l'objectif par le biais d'une came). Les objectifs Nikon sont connus sous le vocable Nikkor à l'exception des objectifs de la Série E commercialisés en 1978 qui portent le nom Nikon.
- Un viseur. Le viseur original standard à pentaprisme n'intégrait pas de posemètre. Mais il était plus lumineux que ceux des appareils de l'époque et il donnait un cadrage exact à 100 %. Par la suite des viseurs incluant un posemètre (appelés Photomic) furent commercialisés. Le premier Photomic possédait une cellule de mesure CdS indépendante. Ensuite, Nikon lança le Photomic T (remplacé par le Photomic Tn) qui permettait la mesure TTL de l'exposition. Le dernier viseur commercialisé par Nikon pour son boîtier F, le Photomic FTn, assurait une mesure TTL centrée sur 60 % de l'image qui devint la norme de mesure des boîtiers Nikon pendant des décennies. D'autres viseurs, comme le viseur de poitrine et le viseur sport à champ de vision plus large, tous deux sans posemètre, furent commercialisés.
- Un verre de visée interchangeable, 19 modèles différents au total (permettant de choisir, par exemple, une visée sur fond uni, ou sur quadrillage).
- Un dos de boîtier amovible. Une des variantes de ce dos était motorisée et permettait de stocker 30 mètres de film (250 poses) en lieu et place du film standard de 36 poses.
- Un autre dos motorisé fonctionnait avec des films 36 poses et avait une poignée de déclenchement séparée permettant de prendre jusqu'à quatre images par seconde.

L'une des particularités du Nikon F, comparé aux autres boîtiers professionnels, était que le dos se retirait en totalité, soit pour le rechargement du film (ce qui facilitait l'accrochage du film, sommaire à l'époque et sur une bobine qui tournait à l'envers), soit pour monter un dos motorisé. La fiabilité du Nikon F (testé sur 100 000 déclenchements) ainsi que la discrétion de l'obturateur en titane en firent rapidement le boîtier préféré des photographes de reportage des années 1960, du moins ceux utilisant un reflex à format 35 mm. Nikon indique qu'au début des années 1970, la production ne suffisait pas à la demande.
Le Nikon F fut remplacé en 1972 par le Nikon F2.

## Anecdotes
Une version peinte en noir du Nikon F, qui était sorti initialement sous une finition métallique chromée mate, fut commercialisée à la demande des reporters de guerre en mission au Viêt Nam afin de gagner en discrétion.
Une version spécialement modifiée du FTN fut emmenée lors de la mission spatiale Apollo 15.